# Comuna Mateikiv, Bar
Mateikiv (în ucraineană Матейків) este o comună în raionul Bar, regiunea Vinnița, Ucraina, formată din satele Murașka, Pavlivka, Mateikiv (reședința) și Trudoliubivka.

## Demografie
Componența lingvistică a satului Mateikiv
     Ucraineană (99,24%)
     Alte limbi (0,76%)
Conform recensământului din 2001, majoritatea populației satului Mateikiv era vorbitoare de ucraineană (99,24%), existând în minoritate și vorbitori de alte limbi.